# 개나리색

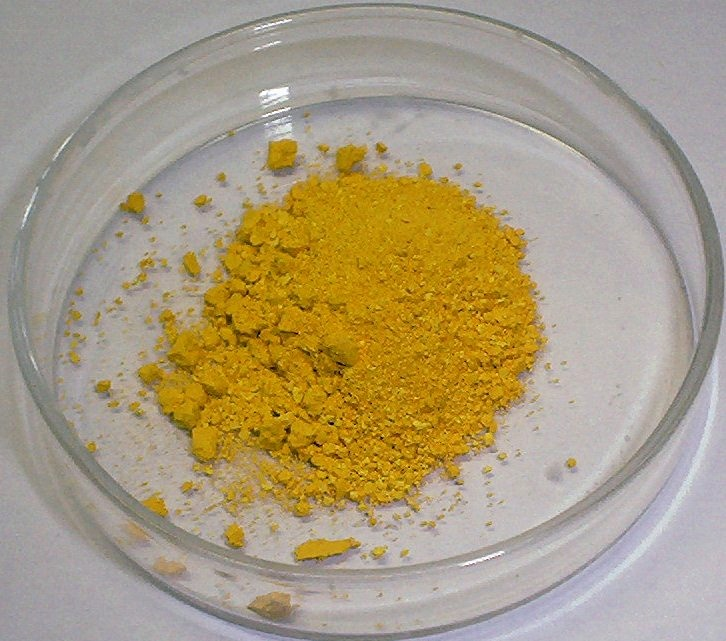

개나리색은 짙은 노랑을 가리키는 관용적인 색 이름이다. 물감의 크롬 옐로(Chrome Yellow)를 가리키는 말이기도 하다. 한국어에서는 다른 언어와의 색상 표현에 대한 문화적인 차이로 인해 노랑과 가까운 색에서부터 주황색과 가까운 색까지 포함하여 가리키는 색상의 폭이 넓다.

## 색의 이용
- 높은 명도 값을 갖고 있어 도로의 차선이나 충돌방지 시설 등에 경계색으로 쓰인다.
- 수인분당선의 고유색이기도 하다.

## 같은 계열의 색
| 웹 색상 | 색 이름 |
| ------- | ------- |
| #FFD700 | 금색    |
| #FFFF00 | 노랑    |